# Рудашевский, Исаак Ильич

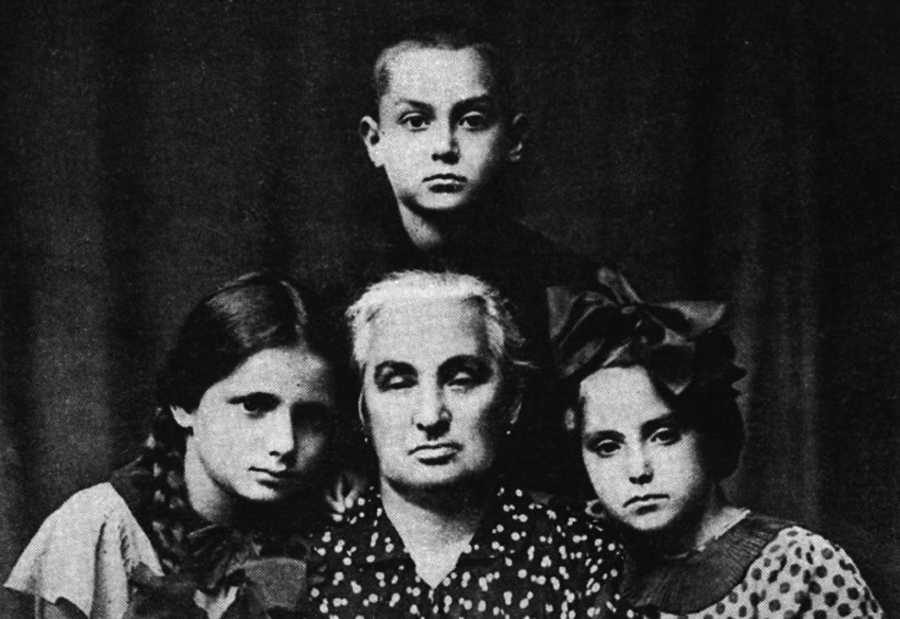
Исаак, его бабушка и две двоюродные сестры

Исаак (Ицхак) Ильич Рудашевский (лит. Icchokas (Yitskhok) Rudaševskis; 10 декабря 1927, Вильно — 1 октября 1943, Понары) — литовский еврейский писатель-подросток, один из жертв массовых убийств в Понарах. Прославился как автор «Дневника из Вильнюсского гетто», одного из письменных свидетельств Холокоста в Литве.

## Биография
Родился в Вильнюсе. Отец — Элиаху (Илья) Рудашевский, работал типографом в одной из крупнейших газет на идише «Вильнер тог» (Ежедневный Вильнюс). Мать — Роза (Рахиль) Рудашевская, урождённая Волошина. Исаак учился в реальной еврейской гимназии до начала Великой Отечественной войны. В июне 1941 года немцы заняли Вильнюс и организовали гетто, куда согнали всех евреев. Здесь Исаак начал писать дневник на идише, в котором фиксировал все события, свидетелем которых становился, начиная от первых дней войны и сообщений о воздушных налётах вплоть до культурных мероприятий в гетто.
В сентябре 1943 года началось уничтожение вильнюсского гетто, и семья Исаака чудом спаслась, скрывшись в Старом городе на чердаке дома 4 по улице Дисны. Однако 1 октября полицаи обнаружили укрытие семьи, вывезли её в Понары и расстреляли там всех уцелевших: родителей и самого Исаака. Чудом спаслась только его двоюродная сестра Сора Волошина, которая нашла и сохранила дневник Исаака. По словам переводчиков и свидетелей, Исаак начал писать в записной книжке, затем заполнил её до середины и перевернул, начав писать с другого конца. Последняя запись в дневнике гласила «Возможно, мы обречены на самое худшее».
В июле 1944 года поэт Аврам Суцкевер, выживший во время ликвидации гетто, получил от Соры Волошиной дневник и отправил его в Израиль. Оригинал рукописи хранится в Еврейском научном институте в Нью-Йорке. В 1953 году дневник был опубликован стараниями Суцкевера и издательства «Золотая звезда». Позже он был переведён на иврит (издательство Fighters' House), английский (перевод Перси Матенко) и французский языки, а в 2018 году опубликован и перевод на литовский, выполненный Миндаугасом Кветкаускасом. Книга была торжественно представлена на международной Вильнюсской книжной ярмарке.
В 2016 году недалеко от бывшей еврейской реальной гимназии был установлен «камень преткновения» в память Исаака Рудашевского.